# Тасос, Димитрис
Димитрис Тасос (греч. Δημήτρης Τάσος), более известный под именем Мимис Букувалас (греч. Μίμης Μπουκουβάλας; 1919, Лариса — 2 сентября 2012, там же — греческий кавалерийский офицер, участник Второй мировой войны и командир Кавалерийской бригады ЭЛАС (Народно-освободительной армии Греции).

## Биография

### Начало службы
Димитрис Тасос родился в 1919 году в столице Фессалии, городе Лариса. С началом греко-итальянской войны в октябре 1940 года добровольцем вступил в отдельный кавалерийский эскадрон и принял участие в Сражении на Пинде и в военных действиях на территории Албании. После того как на помощь итальянцам пришла гитлеровская Германия и командующий армией Западной Македонии генерал Г. Цолакоглу подписал «почётную капитуляцию», Тасос оказался в числе тысяч греческих солдат и офицеров, не признавших капитуляцию. Он стал членом Национально-освободительного фронта Греции (ЭАМ) и вступил в Народно-освободительную армию Греции (ЭЛАС).

### Командир кавалерийской бригады
Первоначально Димитрис Тасос командовал небольшим кавалерийским отрядом и стал известен под именем Мимис Букувалас. 8—9 июня 1943 года, возглавляя вместе с Г. Зарояннисом отряд из всего 250 партизан ЭЛАС, Тасос сумел в сражении при Порта остановить 4500 итальянцев, пытавшихся вступить на освобождённые территории Западной Фессалии. После выхода Италии из войны, в ходе разоружения итальянской дивизии Пинероло 14 октября Тасос с отрядом из 150 кавалеристов внезапной атакой разоружил 800 человек кавалерийского полка Аосты — самой боеспособной единицы дивизии Пинероло. В ходе разоружения партизанам досталась 1000 лошадей, что создало объективные возможности для сформирования крупного кавалерийского соединения.
Командование ЭЛАС сформировало кавалерийский корпус Фессалии, и Тасос (Букувалас), получив звание подполковника, был назначен его командиром. Тасос (Букувалас) и его кавалерийский корпус сыграли огромную роль в так называемой «Битве за урожай», не дав возможность оккупантам приложить руку к хлебу греческой житницы, Фессалии. Одновременно бригада разгромила отряды коллаборационистов Костопулоса и Антонопулоса, а 23 октября 1944 года первой вступила в освобождённую силами ЭЛАС Ларису.
В декабре 1944 года во время британской интервенции бригада Тасоса (Букуваласа) оставалась в резерве:129. Тасос был недоволен умеренной тактикой командования ЭЛАС и попытками руководства компартии Греции найти компромисс с англичанами, заявив: «Вместо того чтобы обрушиться на врага всеми располагаемыми силами, командование подаёт на английскую мельницу малые силы, чтобы она (английская мельница) успевала размалывать их». После того, как силы ЭЛАС отошли от Афин и стали готовиться к новой затяжной партизанской войне, один из эскадронов корпуса Тасоса (Букуваласа) 12 января 1945 года нанёс поражение у Фермопил переброшенному из Италии британскому соединению. Тасос был впечатлён тем, что пленные британские офицеры были инструктированы своим командованием, что они будут воевать против немцев (оставивших Грецию в октябре 1944 года), которым оказывает поддержку ЭЛАС:785. Однако продолжая политику компромисса, руководство КПГ подписало Варкизское соглашение, согласно которому силы ЭЛАС подлежали разоружению.

### После войны
Буквально через 20 дней после разоружения Тасос был заключён в тюрьму. Историк Т. Герозисис пишет, что коллаборационисты не простили ему разгрома своих банд, а англичане — своего поражения у Фермопил:799. Тасос (Букувалас) своим заключением положил начало новому периоду функционирования тюрьмы Ларисы: в 1948 году трибунал в Трикала трижды приговорил его к смерти, и только в феврале 1961 года Тасоса удалось освободить. Однако через 2 месяца он вновь был заключён в тюрьму и вновь освобождён в декабре того же года. В 1967 году с установлением в Греции военного режима Тасос (Букувалас) в третий раз был в лагеря и был освобождён только через 4 года в 1971 году. Став коммунистом в годы оккупации, Тасос (Букувалас) в 1970-е годы после раскола КПГ стал сторонником идей еврокоммунизма и Коммунистической партии Греции (внутренней).
Тасос скончался 2 сентября 2012 года в родной Ларисе.

## Память
Уже в свои 25 лет Тасос (Букувалас) воспевался народной Музой, но официальное признание в силу послевоенных перипетий Греции пришло поздно.  В знак признания муниципалитет Ларисы назвал именем Димитриса Тасоса одну из площадей города и установил памятную плиту с его барельефом.